# Pogórze
Pogórze – teren górzysty lub pagórkowaty, porozcinany dolinami rzecznymi, czasami o wierzchowinie znajdującej się na jednym poziomie. Może ono być pozostałością dawnej powierzchni zrównanej przez denudację.
Pogórze może być porośnięte przez roślinność piętra pogórza lub regla dolnego.
Na pogórzach dominowały niegdyś lasy liściaste, ale w wyniku wielowiekowej działalności człowieka zostały one w dużej części wycięte. Dzisiaj znajdują się na nich głównie pola uprawne, pastwiska i sady, chociaż niektóre pogórza są silnie zalesione.